# Drogo z Champagne
Drogo z Champagne (7. století - 708) byl franský šlechtic, nejstarší syn Pipina II. Prostředního, franského majordoma a Plektrudy. Od roku 690 byl vévodou ze Champagne.)
Drogo se narodil krátce po svatbě svých rodičů, která se pravděpodobně konala v roce 675 nebo těsně po tomto datu. Na počátku roku 680 jeho otec Pipin II. zařídil sňatek Droga s Anstrudou), dcerou Warattona, majordoma královského paláce v Neustrii a jeho manželky Anseflédy. Politický sňatek, který měl urovnat Pipinovi vztahy s neustrijskou šlechtou se konal ke konci 80. let 7. století či na počátku 90. let 7. století a výrazně zvýšil Pipinův vliv v Neustrii. Drogo s Anstrudou měli čtyři syny: Arnulfa, který po něm zdědil vévodství v Champagne, Huga, který se stal biskupem a světcem, Gotfrida, a Pipina.
Liber Historiae Francorum napsaná v Neustrii v roce 727, vykresluje austrijského Drogona jako sympatizanta s neustrijským obyvatelstvem kvůli jeho neusrijské manželce Anstrudě. Během života se dostal do konfliktu s opatstvím Saint-Denis, které ho zažalovalo u královského dvora ve sporu o majetek. Král Childebert III. následně rozhodl v Drogonův neprospěch, když majetky přidělil opatství. V roce 697 Drogo také prohrál soudní spor o Noisy-sur-Oise s klášterem Tussonval.
Podle Gesta abbatum Fontanellensium zemřel ještě před svým otcem v roce 707, podle většiny ostatních letopisů to bylo až v roce 708. Byl pohřben v kostele svatého Arnulfa v Metách. Annales Mettenses uvádí, že Grimoald následoval Drogona ve všech jeho úřadech, ale ve skutečnosti jej ve funkci vévody následoval jeho syn Arnulf. Smrt Drogona byla pozdějšími generacemi vnímána jako stěžejní událost v historii karolínské dynastie. Několik karolínských análů napříklas Annales Alamannici, Annales Nazariani a Annales Laureshamenses sepsaných koncem 8. století začíná svou historii úvodem roku 708.